# Steganopsis fuscipennis
Steganopsis fuscipennis är en tvåvingeart som först beskrevs av Wulp 1897.  Steganopsis fuscipennis ingår i släktet Steganopsis och familjen lövflugor.
Artens utbredningsområde är Sri Lanka. Inga underarter finns listade i Catalogue of Life.